# The Cars (음반)
| 전문가 평가                   | 전문가 평가 |
| 평가 점수                     | 평가 점수   |
| 출처                          | 점수        |
| ----------------------------- | ----------- |
| AllMusic                      | [ 1 ]       |
| Encyclopedia of Popular Music | [ 2 ]       |
| Q                             | [ 3 ]       |
| Record Mirror                 | [ 4 ]       |
| Rolling Stone                 | [ 5 ]       |
| The Rolling Stone Album Guide | [ 6 ]       |
| Spin Alternative Record Guide | 8/10        |
| The Village Voice             | B+          |

《The Cars》는 1978년 6월 6일, 엘렉트라 레코드에 의해 발매된 미국의 록 밴드 더 카스의 데뷔 스튜디오 음반이다. 로이 토머스 베이커가 프로듀싱한 이 음반은 싱글곡 〈Just What I Needed〉, 〈My Best Friend's Girl〉, 〈Good Times Roll〉을 만들었다. 이 곡은 미국 빌보드 200에서 18위로 정점을 찍었고 미국 음반 산업 협회로부터 6배 플래티넘 인증을 받았다.

## 배경
1976년 보스턴에서 결성된 더 카스는 릭 오케이섹, 벤저민 오르, 엘리엇 이스튼, 데이비드 로빈슨, 그레그 호크스로 구성되어 있으며, 이들은 모두 1970년대 내내 여러 밴드를 오갔다 했다. 클럽의 주식이 된 후, 그 밴드는 1977년 초에 많은 데모곡을 녹음했다. 이 곡들 중 일부는 〈Just What I Needed〉와 〈My Best Friend's Girl〉과 같은 완성 형식으로 더 카스에 수록되었고, 〈Leave or Stay〉와 〈Ta Ta Wayo Wayo〉와 같은 다른 곡들은 나중에 발매될 수 있도록 저장되었다(두 곡 모두 1987년 음반 《Door to Door》에서 발매되었다). 〈Just What I Needed〉와 〈My Best Friend's Girl〉의 데모는 종종 DJ 맥신 사르토리에 의해 보스턴 라디오에서 연주되어 밴드가 자주 방송되었다.
아리스타 레코드와 엘렉트라 레코드는 둘 다 밴드와 계약을 시도했지만, 결국 엘렉트라는 뉴 웨이브 행동이 부족했기 때문에 밴드가 뉴 웨이브 헤비 아리스타와 계약했을 때보다 더 돋보일 수 있게 해주었다. 로빈슨은 이 선택에 대해 "여기 이글스와 잭슨 브라운이 있었고, 그들의 커버에 흑백 사진 콜라주를 원하는 이 미친 보스턴 밴드가 따라왔다"고 말했다.

## 음악 및 가사
음악적으로, 더 카스는 뉴 웨이브, 파워 팝, 신스 록으로 묘사되어 왔다. 새로운 장비에 대한 밴드의 평가 덕분에 많은 양의 기술이 수록되었다. 로빈슨은 "우리는 두 달 안에 구식이 되더라도 항상 최신 자료를 음반 가게에서 구하곤 했습니다. 쇼트 세트 동안 10개 또는 12개의 풋 스위치를 쳐야 할 지경에 이르렀습니다." 이 음반은 또한 프론트맨인 오케이섹의 아이러니와 빈정거림을 사용한 것으로 유명하다. 키보디스트 호크스는 "분명히 그 안에 약간의 자의식이 있는 아이러니가 있었습니다. 처음에는 일렉트릭하고 스트레이트한 록이 되고 싶었지만 이제는 좀 더 예술적인 것이 되었습니다."

## 커버 아트
커버 모델은 러시아 태생의 모델, 가수, 작가, 언론인인 나탈리야 메드베데바였다.

## 곡 목록
릭 오케이섹과 그레그 호크스가 작사/작곡한 〈Moving in Stereo〉를 제외하고, 모든 곡들은 오케이섹에 의해 작사/작곡하였다.
| #  | 제목                             | 리드 보컬   | 재생 시간 |
| -- | -------------------------------- | ----------- | --------- |
| 1. | 〈Good Times Roll〉              | 오케이섹    | 3:44      |
| 2. | 〈My Best Friend's Girl〉        | 오케이섹    | 3:44      |
| 3. | 〈Just What I Needed〉           | 벤저민 오르 | 3:44      |
| 4. | 〈I'm in Touch with Your World〉 | 오케이섹    | 3:31      |
| 5. | 〈Don't Cha Stop〉               | 오케이섹    | 3:01      |

| #  | 제목                            | 리드 보컬 | 재생 시간 |
| -- | ------------------------------- | --------- | --------- |
| 6. | 〈You're All I've Got Tonight〉 | 오케이섹  | 4:13      |
| 7. | 〈Bye Bye Love〉                | 오르      | 4:14      |
| 8. | 〈Moving in Stereo〉            | 오르      | 4:46      |
| 9. | 〈All Mixed Up〉                | 오르      | 4:14      |

## 인증
| 국가                       | 인증        | 판매량/출하량 |
| -------------------------- | ----------- | ------------- |
| 오스트레일리아 (ARIA)      | 2× 플래티넘 | 140,000^      |
| 캐나다 (뮤직 캐나다)       | 2× 플래티넘 | 200,000^      |
| 뉴질랜드 (RMNZ)            | 플래티넘    | 15,000^       |
| 영국 (BPI)                 | 실버        | 60,000^       |
| 미국 (RIAA)                | 6× 플래티넘 | 6,000,000^    |
| ^출하량을 기반으로 한 인증 |             |               |